# デス (バンド)
デス（Death）は、アメリカフロリダ州オーランド出身のデスメタル・バンド。ギタリストでボーカリストのチャック・シュルディナーを中心とし、1980年代から1990年代を通して活動した。当初はバンド形式だったが、アルバムを出す毎に彼を中心としたプロジェクト形式での活動に変わって行った。1995年には来日公演を行っている。
モービッド・エンジェル、オビチュアリー、ディーサイドらと共にフロリダを中心に活動を行い、カンニバル・コープス、サフォケイション、マルヴォレント・クリエイションらニューヨーク勢と共に、1990年代初頭のアメリカ・デスメタル・シーンの創生期を支え、世界中のデスメタル・バンドに影響を与えた。

## 略歴
1983年にチャック・シュルディナー、リック・ロズ、キャム・リーの3人で結成される。結成当初はマンタス (Mantas)と名乗っていた。1987年のファースト・アルバムのリリースまでは紆余曲折あって、僅かな間だが、リパルジョンやD.R.I.のメンバーがラインナップに加わっていた時期もあった。チャックはスローターに参加するため、一時期カナダに渡るが、すぐにアメリカに戻り、クリス・レイファートとデスを再結成、ニューヨークのコンバット・レコード (Combat Records) と契約し、初のアルバム『スクリーム・ブラッディ・ゴア』をリリースする。
1995年にアルバム『シンボリック』を発表後、シュルディナーはデスの解散とコントロール・ディナイドへの専念を宣言するが、1998年にはアルバム『サウンド・オブ・パーサヴィーランス』をデス名義で発表する。
1999年、シュルディナーが脳腫瘍に倒れる。2001年12月13日、シュルディナーが死去。

## 音楽性
特に初期の活動は、デスメタルというジャンルの成立に大きな影響を残している。デスメタルという名前は、このバンドにちなんで付けられたとする説もある。元はスラッシュメタルからデスメタルへの過渡期に当たる曲作りを行なっていたが、後のシニックのメンバーを加えて録音された、1991年リリースの『ヒューマン』以降はテクニカル路線を強める。同時に、デスメタルとしてはメロディアスさが強調されたギター・ソロなど、他のデスメタル・バンドとは異なる要素を含んだ音楽を展開していった。

## チャック・シュルディナーの死
チャック・シュルディナーとその家族は闘病生活の中で多大な手術費用が必要となり、経済的に困窮した。私物をオークションにかけ、多くの基金や慈善コンサート、ヘヴィメタル・コミュミニティからの助けなどを得るものの、支払い能力の欠如から医療機関より必要な手術を拒まれるなどした経緯がある。
そうしたことを踏まえ、チャック・シュルディナーの死は、癌に侵されたテスタメントのチャック・ビリー（後に快気）と共に、多くのミュージシャンや彼の家族、そしてファンの間から、保険などの生活保障のないミュージシャン生活についての問題提起も投げかけられた。公式サイトでは、今も彼を悼む声の投稿が続いている。

## 備考
- 元メンバーのビル・アンドリュース（ドラム）は現在、日本（名古屋）のヘヴィメタル専門レコード店「Disk Heaven」で働いている[3][4]

## メンバー

### 最終メンバー

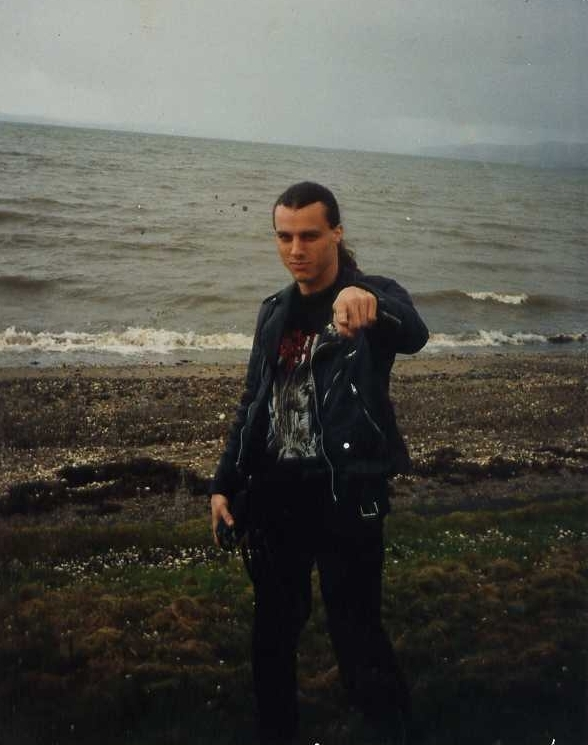
チャック・シュルディナー

- チャック・シュルディナー (Chuck Schuldiner) - ボーカル、ギター (1983年-2001年)
デスのリーダー。
ベースを担当していた時期が存在する。
演奏技術の面では高速かつ正確無比なオルタネイトピッキングを最も得意としつつ、スウィープ、スキッピング、タッピングなどの安定感もあった。ソロではメロディックマイナーやハーモニックマイナーを使うことが多い。
ギターはB.C.リッチのステルスを使用。ピックアップはディマジオのX2N一基のみで、これにマーシャルの組み合わせで音作りを行っていた。
- シャノン・ハム (Shannon Hamm) - ギター (1996年-2001年)
- スコット・クレンデニン (Scott Clendenin) - ベース (1996年-2001年)
2015年3月24日死去[5]。47歳没。
- リチャード・クリスティ (Richard Christy) - ドラム (1996年-2001年)

### 旧メンバー
- リック・ロズ (Rick Rozz) - ギター (1984年-1985年、1987年-1989年)
- マット・オリヴィオ (Matt Olivio) - ギター (1985年)
- ジェームス・マーフィー (James Murphy) - ギター (1989年-1990年)
- ポール・マスヴィダル (Paul Masvidal) - ギター (1990年-1992年) (シニック、Portal、Æon Spoke)
- アンディ・ラ・ロック (Andy LaRocque) - ギター (1993年)
- ラルフ・サントーラ (Ralph Santolla) - ギター (1993年)

後にディーサイド、オビチュアリーなどに参加した。
2018年5月30日に心臓発作を起こし昏睡状態となったが、6月6日夜に生命維持装置が外され死去した。51歳没。
- ボビー・コールブル (Bobby Koelble) - ギター (1995年)
- スコット・カールソン (Scott Carlson) - ベース (1985年)
- エリック・ミード (Erik Meade) - ベース (1985年)
- スティーヴ・ディジョルジオ (Steve DiGiorgio) - ベース (1986年、1991年、1993年)
- テリー・バトラー (Terry Butler) - ベース (1987年-1990年)
- スコット・カリノ (Scott Carino) - ベース (1991年-1992年)
- ケリー・コンロン (Kelly Conlon) - ベース (1995年)
- キャム・リー (Kam Lee) - ドラム (1984年-1985年)
- エリック・ブレクト (Eric Brecht) - ドラム (1985年)
- クリス・レイファート (Chris Reifert) - ドラム (1986年-1987年)
- ビル・アンドリュース (Bill Andrews) - ドラム (1987年-1990年)
- シーン・レイナート (Sean Reinert) - ドラム (1990年-1992年) (シニック、Æon Spoke、Gordian Knot、Aghora)
- ジーン・ホグラン (Gene Hoglan) - ドラム (1993年-1995年)

## ディスコグラフィ

### スタジオ・アルバム
- 『スクリーム・ブラッディ・ゴア』 - Scream Bloody Gore (1987年、Combat)
- 『レプロシー』 - Leprosy (1988年、Combat)
- 『スピリチュアル・ヒーリング』 - Spiritual Healing (1990年、Combat)
- 『ヒューマン』 - Human (1991年、Relativity)
- 『インディヴィジュアル・ソート・パターンズ』 - Individual Thought Patterns (1993年、Relativity)
- 『シンボリック』 - Symbolic (1995年、Roadrunner)
- 『サウンド・オブ・パーサヴィーランス』 - The Sound of Perseverance (1998年、Nuclear Blast)

### ライブ・アルバム
- Live in L.A. (Death & Raw) (2001年、Nuclear Blast)
- Live in Eindhoven (2001年、Nuclear Blast)
- Live in Cottbus '98 (2005年、Nuclear Blast)
- Vivus! (2012年、Relativity)
- Non:Analog - On:Stage Series - Montreal 06-22-1995 (2020年、Relapse)
- Non:Analog - On:Stage Series - Chicago, IL 01-21-1988 (2020年、Relapse)
- Non:Analog - On:Stage Series - Tijuana 10-06-1990 (2020年、Relapse)
- Non:Analog - On:Stage Series - Showcase Theater, CA 07-14-1995 (2020年、Relapse)
- Non:Analog - On:Stage Series - 1990, 1991 Unknown (2020年、Relapse)
- Non:Analog - On:Stage Series - Tampa, FL 02-10-1989 (2020年、Relapse)

### コンピレーション・アルバム
- 『ベスト・オブ・デス』 - Fate: The Best of Death (1992年、Combat)